# Tahir Akhamrame
Tahir Akhamrane (Amsterdam, 3 februari 1983) is een Nederlands voormalig profvoetballer van Marokkaanse afkomst die één seizoen in de Eerste divisie uitkwam, voor AGOVV Apeldoorn.

## Clubstatistieken
| Seizoen   | Club            | Duels | Goals | Competitie     |
| --------- | --------------- | ----- | ----- | -------------- |
| 2005/2006 | AGOVV Apeldoorn | 17    | 0     | Eerste divisie |
| Totaal    | Totaal          | 17    | 0     |                |